# Ешдаун (Арканзас)
Ешдаун (енгл. Ashdown) град је у америчкој савезној држави Арканзас.

## Демографија
По попису из 2010. године број становника је 4.723, што је 58 (-1,2%) становника мање него 2000. године.
| Група             | 2000.         | 2010.         |
| Белци             | 2.986 (62,5%) | 2.948 (62,4%) |
| Афроамериканци    | 1.630 (34,1%) | 1.481 (31,4%) |
| Азијати           | 11 (0,2%)     | 21 (0,4%)     |
| Хиспаноамериканци | 46 (1,0%)     | 137 (2,9%)    |
| Укупно            | 4.781         | 4.723         |